# Илија Најдоски
Илија Најдоски (Крушево, 26. март 1964) је некадашњи фудбалски репрезентативац Југославије, освајач Купа европских шампиона са Црвеном звездом 1991. године у Барију.

## Фудбалска каријера
Фудбалску каријеру започео је у клубу Питу Гули у Крушеву а наставио у прилепској Победи за коју је играо у периоду од 1979. до 1983. године. Праву афирмацију стекао је 1984. године преласком у скопски Вардар за који је играо све до 1988. године, када прелази у београдску Црвену звезду. У Звездином дресу освојио је три пута Првенство Југославије 1989/90., 1990/91. и 1991/92., Куп Југославије (1990), Куп европских шампиона 1991. године у Барију и Интерконтинентални куп исте године у Токију. После четири сезоне у црвено-белом дресу прелази у шпански клуб Реал Ваљадолид за који је одиграо две сезоне. Касније прелази у турски Денизлиспор, па потом у ЦСКА из Софије. Фудбалску каријеру је завршио у швајцарском Сиону.
У дресу репрезентације Југославије одиграо је 11 утакмица и постигао један гол (репрезентације Фарских Острва 7:0 16. мај 1991). Дебитовао је 12. септембра 1990. на утакмици против репрезентације Северне Ирске (2:0) у Белфасту у квалификацијама за Европско првенство 1992. у Шведској, а опростио се 25. марта 1992. у пријатељском мечу против Холандије (0:2) у Амстердаму, на последњој утакмици репрезентације пред распад бивше СФРЈ.
Осамостаљењем Македоније Најдоски игра у првој историјској утакмици репрезентације Македоније против Фудбалске репрезентације Словеније у Крању 13. октобра 1993. За репрезентацију Македоније одиграо је укупно 9 утакмица.
Утакмице репрезентација у којима је играо Илија Најдоски:
- Југославије

| Бр. | Датум               | Место      | Домаћин       | Гост          | Резултат     | Врста |
| --- | ------------------- | ---------- | ------------- | ------------- | ------------ | ----- |
| 1.  | 12. септембар 1990. | Белфаст    | Северна Ирска | Југославија   | 0:2 (0:1)    | КЕП   |
| 2.  | 14. новембар 1990.  | Копенхаген | Данска        | Југославија   | 0:2 (0:0)    | КЕП   |
| 3.  | 27. фебруар 1991.   | Смирна     | Турска        | Југославија   | 1:1 (1:0)    | ПУ    |
| 4.  | 27. март 1991       | Београд    | Југославија   | Северна Ирска | 4:1 (1:1)    | КЕП   |
| 5.  | 1. мај 1991.        | Београд    | Југославија   | Данска        | 1:2 (0:1)    | КЕП   |
| 6.  | 16. мај 1991.       | Београд    | Југославија   | Фарска Острва | 7:0 (2:0)    | КЕП   |
| 7.  | 8. август 1991.     | Аоста      | Југославија   | Чехословачка  | 3:4 (0:0)пен | ПУ    |
| 8.  | 4. септембар 1991   | Стокхолм   | Шведска       | Југославија   | 4:3 (1:1)    | ПУ    |
| 9.  | 16. октобар 1991.   | Ландскрона | Фарска Острва | Југославија   | 0:2 (0:1)    | КЕП   |
| 10. | 30. октобар 1991.   | Варжиња    | Бразил        | Југославија   | 3:1 (2:1)    | ПУ    |
| 11. | 25. март 1992.      | Амстердам  | Холандија     | Југославија   | 3:0 (0:0)    | ПУ    |

- Македонија